# Sai
Das Sai [sa.i] (jap. 釵) oder auch Saigabel ist eine Waffe aus Okinawa, die unter anderem im Kobudō Verwendung findet. Das Manjisai ist eine Variante des Sai. Die Jitte ist eine dem Sai ähnliche Waffe, welche unter anderem im Koryū trainiert wird.
Das Sai ist ähnlich aufgebaut wie eine Gabel oder ein Dreizack und ist kein, wie irrtümlich oft behauptet wird, landwirtschaftliches oder aus dem Fischfang entstandenes Arbeitsgerät.
Die Mittelzinke ist etwa dreimal so lang wie die beiden äußeren. Die Sai sind je nach Ausführung zwischen 45 cm und 52 cm lang (im besten Fall etwas länger als der Unterarm) und heute meist verchromt oder mattschwarz. Der Schaft (= Griff) ist im Querschnitt zumeist rund oder regelmäßig-achteckig. Das Sai existiert in einer Vielzahl von Varianten.
Die einzelnen Teile des Sai haben eigene Namen:
- Saki (Spitze)
- Monouchi (Körper) – der lange Schaft
- Moto (Zentrum) – Kreuz zwischen Körper und Griff
- Yoku (Flügel) – die Seitenschäfte
- Tsume (Flügelspitze)
- Tsuka (Griff)
- Tsuka-Gashira (Knauf)

Sai werden meist paarweise geführt, wobei hier verschiedene Grifftechniken Anwendung finden. Neben Block-, Stich-, Schlag- und Stoßtechniken sind auch Klemm- und Entwaffnungstechniken möglich. So kann ein Schwert abgefangen und mit einem gezielten Schlag unter Spannung gebrochen werden. Zudem besteht beim Kampf mit nicht geschliffenen Sai-Gabeln die Möglichkeit, in Sekundenbruchteilen den Griff zu wechseln, so dass das Kreuz in der Hand ruht und die Spitze beim Ellbogen ist. Dies eröffnet dem Kämpfenden die Möglichkeit, einem Kontrahenten Treffer mit dem meist stumpfen Knauf zuzufügen. Der Knauf hatte in historischen Versionen oftmals die Form einer Münze. Damit konnten Sai zwischen die Rippen des Gegners gestoßen und mit einer 90-Grad-Drehung um die Längsachse ruckartig herausgezogen werden, was schwere Rippenverletzungen verursacht. Das relativ hohe Gewicht der Sai mag sich in einem Kampf negativ auswirken, dafür sind Sai wesentlich stabiler als Klingenwaffen, was ihrer Rolle als Paradewaffen nur zugutekommt.

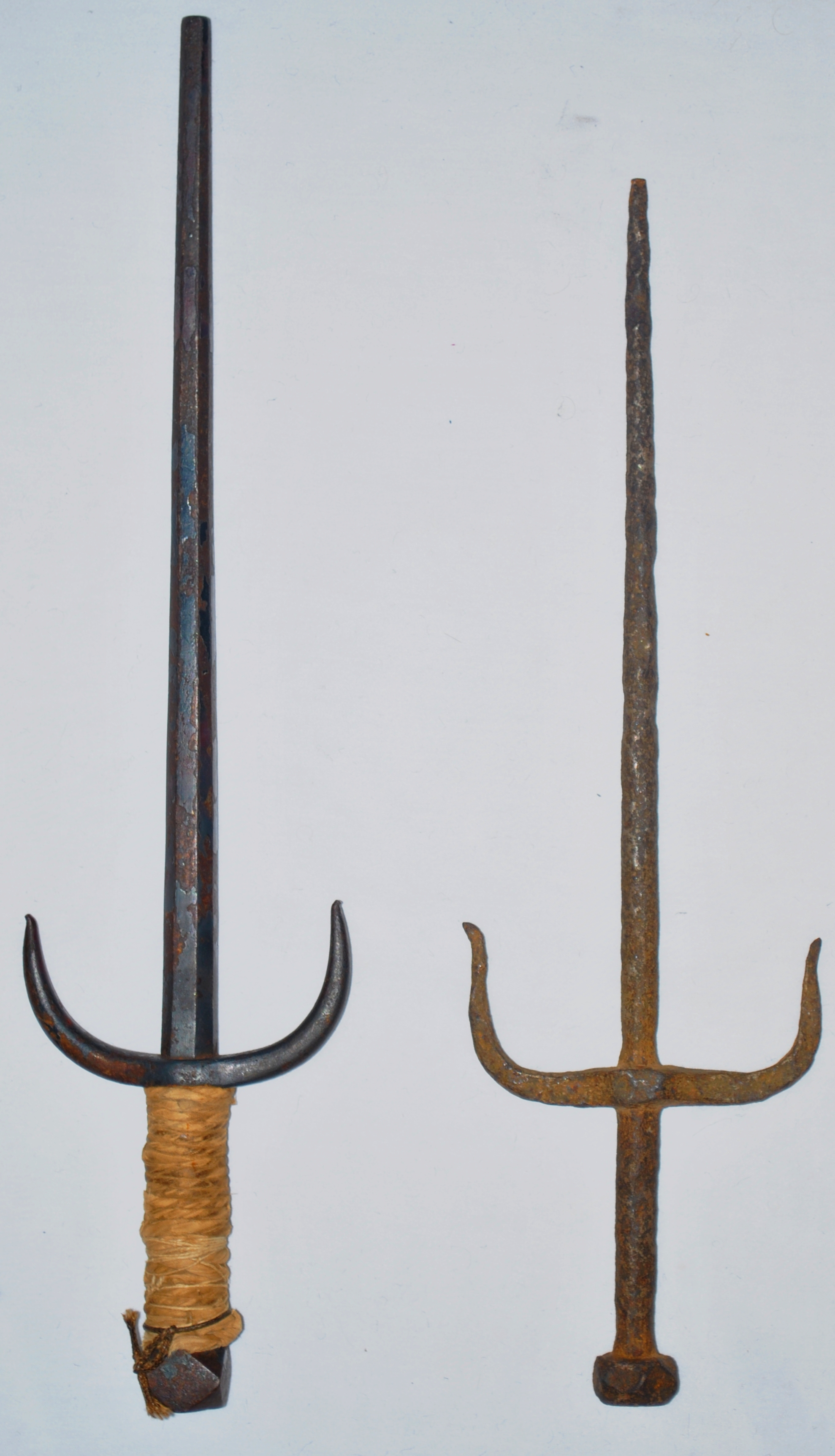
Links ein altes Sai im Okinawa-Stil, rechts ein Sai aus Indonesien

Häufig wurde zusätzlich zu den zwei offen getragenen Sai ein drittes Sai verdeckt unter der Kleidung getragen. Beim Angriff konnte so eines der beiden offen getragenen Sai nach dem Gegner geworfen werden, aber weiterhin – durch das Ziehen der verdeckten Sai – mit zwei gezogenen Sai gekämpft werden.
Sai werden als Waffe u. a. auch im chinesischen Wushu, im indonesischen/malaysischen Silat, im vietnamesischen Co Vo Dao, Vu khi Thuat und im indischen Kalarippayat eingesetzt.

## Weblink
- Waffen des Kobudo auf www.Kobudo.de